# Christiane Möbus

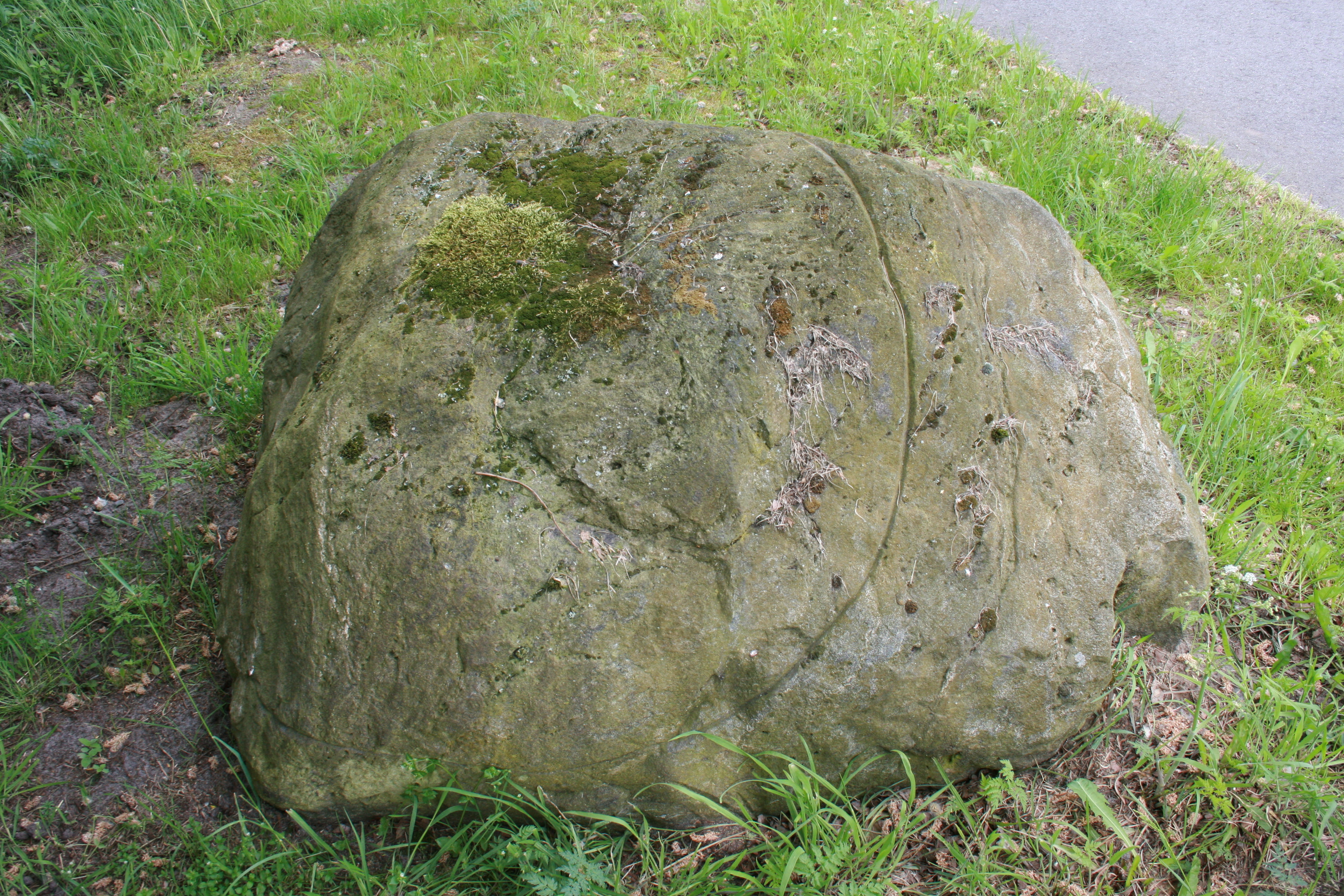
Der innere Kreis der äußeren Linie folgend, Neuenkirchen

Christiane Möbus (Celle, 11 april 1947) is een Duitse beeldhouwer en objectkunstenaar.

## Leven en werk
Möbus studeerde van 1966 tot 1970 bij onder anderen de beeldhouwer Emil Cimiotti aan de Staatliche Hochschule für bildende Künste in Braunschweig. Aansluitend verbleef zij van 1970 tot 1971 met een DAAD-beurs (Deutsche Akademische Austauschdienst) in New York. Aanvang zeventiger jaren was zij actief als performancekunstenares. In 1978 kreeg zij de Villa-Romana-Preis voor een verblijf in Florence. In 1993 won zij de cultuurprijs van de deelstaat Nedersaksen en in 2010 de driejaarlijkse  Gabriele Münter Preis, de belangrijkste Duitse prijs voor vrouwelijke kunstenaars.
Möbus was van 1981 tot 1982 gasthoogleraar aan de Hochschule für bildende Künste in Hamburg en van 1982 tot 1990 hoogleraar aan de Staatliche Hochschule für bildende Künste in Braunschweig. Zij werd in 1990 benoemd tot hoogleraar aan de Universität der Künste in Berlijn.
De kunstenares, die bekend is geworden door haar installaties met opgezette dieren, woont en werkt afwisselend in Hannover en Berlijn. Haar werk behoort tot de collectie van onder andere het Sprengel-Museum in Hannover, het Neues Museum Nürnberg in Neurenberg en het Museum Wiesbaden in Wiesbaden.

## Enkele werken
- Der innere Kreis der äußeren Linie folgend (1977), beeldenpark/beeldenroute Kunst-Landschaft in Neuenkirchen (Lüneburger Heide)
- Einerseits, andererseits - 2-delig (1988)[2], beeldenroute Kunstwegen aan beide oevers van de Vechte in Frenswegen bij Nordhorn
- Die Krone (1988), Hafenstraße in Nienburg/Weser
- Auf dem Rücken der Tiere (1990/94)
- Tödlich (1997) - twee opgezette ijsberen
- Manpower, Silent (1997)